# Gerhard Schaller
Gerhard Schaller (Dresda, 5 dicembre 1929 – Ballarat, 30 gennaio 2006) è stato un calciatore tedesco orientale dal 1990 tedesco, di ruolo centrocampista.

## Statistiche

### Cronologia presenze e reti in Nazionale
| Cronologia completa delle presenze e delle reti in nazionale ― Germania Est | Cronologia completa delle presenze e delle reti in nazionale ― Germania Est | Cronologia completa delle presenze e delle reti in nazionale ― Germania Est | Cronologia completa delle presenze e delle reti in nazionale ― Germania Est | Cronologia completa delle presenze e delle reti in nazionale ― Germania Est | Cronologia completa delle presenze e delle reti in nazionale ― Germania Est | Cronologia completa delle presenze e delle reti in nazionale ― Germania Est | Cronologia completa delle presenze e delle reti in nazionale ― Germania Est |
| Data                                                                        | Città                                                                       | In casa                                                                     | Risultato                                                                   | Ospiti                                                                      | Competizione                                                                | Reti                                                                        | Note                                                                        |
| --------------------------------------------------------------------------- | --------------------------------------------------------------------------- | --------------------------------------------------------------------------- | --------------------------------------------------------------------------- | --------------------------------------------------------------------------- | --------------------------------------------------------------------------- | --------------------------------------------------------------------------- | --------------------------------------------------------------------------- |
| 18/09/1955                                                                  | Bucarest                                                                    | Romania                                                                     | 2 – 3                                                                       | Germania Est                                                                | Amichevole                                                                  | -                                                                           |                                                                             |
| 20/11/1955                                                                  | Berlino                                                                     | Germania Est                                                                | 1 – 0                                                                       | Bulgaria                                                                    | Amichevole                                                                  | -                                                                           |                                                                             |
| 22/07/1956                                                                  | Chorzów                                                                     | Polonia                                                                     | 0 – 2                                                                       | Germania Est                                                                | Amichevole                                                                  | -                                                                           |                                                                             |
| 20/09/1956                                                                  | Karl-Marx-Stadt                                                             | Germania Est                                                                | 3 – 1                                                                       | Indonesia                                                                   | Amichevole                                                                  | -                                                                           |                                                                             |
| 14/10/1956                                                                  | Sofia                                                                       | Bulgaria                                                                    | 3 – 1                                                                       | Germania Est                                                                | Amichevole                                                                  | -                                                                           |                                                                             |
| Totale                                                                      |                                                                             | Presenze                                                                    | 5                                                                           |                                                                             | Reti                                                                        | 0                                                                           |                                                                             |